# Drácula (Marvel Comics)
Drácula é um dos principais supervilões do Universo Marvel na editora de quadrinhos norte-americana Marvel Comics.
Baseado no Drácula original de Bram Stoker, foi introduzido pela primeira vez nas histórias da Marvel em The Tomb of Dracula, em abril de 1972, pela dupla Gerry Conway e Gene Colan.
Uma de suas maiores influências é a série de filmes da Universal Studios.
Foi interpretado por Dominic Purcell no filme Blade: Trinity.

## Historia
O Drácula é um morto-vivo, um ser imortal, sombrio e de inigualável poder, cujo principal objetivo é  fazer os vampiros reinarem supremos sobre a Terra, com a humanidade como escrava.

## Poderes e habilidades
Drácula possui força e velocidade sobre-humanas. É capaz de se teletransportar. Possui a habilidade de hipnotizar virtualmente qualquer ser humano. O vampiro também pode assumir a forma de névoa ou de morcego. Pode controlar quaisquer outros Vampiros. Detém o poder de controlar o clima.

## Fraquezas
Drácula possui três grandes fraquezas: a luz do sol, alho e prata.